# Spoorlijn 34
Spoorlijn 34 is een Belgische spoorlijn van Hasselt naar Luik. De lijn is 54,8 km lang en dubbelsporig, met uitzondering van het gedeelte tussen Y Glaaien en Liers.

## Geschiedenis
De lijn werd geopend in verschillende fases, het eerste gedeelte tussen Hasselt en Beverst werd geopend op 1 oktober 1856. Oorspronkelijk behoorde ook het spoorgedeelte tussen Hasselt en Aarschot administratief tot deze lijn, deze werd later echter omgenummerd naar lijn 35. Dit is nog steeds zichtbaar aan de kilometertelling, die doorloopt op beide lijnen. Sinds WO I kruisten in Glaaien (Frans: Glons) de lijnen 24 en 34 elkaar met een brug, zonder verbinding tussen de beide lijnen. In 1973 werd een verbindingsbocht in gebruik genomen tussen de hooggelegen lijn 24 en de laaggelegen lijn 34, waarna het lijngedeelte Tongeren - Nerem - Glaaien van lijn 34 buiten gebruik gesteld en opgebroken werd. Op de bedding is thans een fiets- en wandelpad aangelegd, tenminste op het grondgebied van het Vlaamse Gewest; het laatste stukje op Waals grondgebied werd opgevuld en geïntegreerd in de aanpalende weide. Het lijngedeelte Tongeren - Vreren - Y Glaaien van 24 werd vervolgens administratief overgeheveld naar lijn 34.
Tussen Godsheide en Bilzen zou oorspronkelijk de sneltram Hasselt - Maastricht naast het spoor lopen.
Infrabel is in het voorjaar van 2020 gestart met alle overwegen op het grondgebied Diepenbeek te vervangen door bruggen en parallelwegen. Dit is een project dat samen gefinancierd wordt door zowel de Federale regering, als de Vlaamse regering.
In maart 2024 startte Infrabel verderop in Bilzen het "grootste project rond spoorwegovergangen in België" (tot 2027): 7 overwegen worden vervangen door 2 bruggen, 1 tunnel voor gemotoriseerd verkeer en 3 fietstunnels.

## Treindiensten
De NMBS verzorgt het personenvervoer met IC, L-, Piekuur-, ICT- en S- treinen.
| Serie       | Treinsoort             | Route | Bijzonderheden |
| ----------- | ---------------------- | --- | --- |
| IC 08       | Intercity (NMBS)       | Antwerpen-Centraal – Mechelen – Brussels Airport-Zaventem – Hasselt                                                   | |
| IC 09       | Intercity (NMBS)       | Antwerpen-Centraal – Aarschot – [ Leuven – ] Hasselt – Luik-Guillemins                                                | Rijdt in het weekend Antwerpen-Centraal - Luik-Guillemins. |
| IC 18       | Intercity (NMBS)       | [ Doornik – Aat – ] Brussel-Zuid – Namen – Luik-Guillemins – Luik-Sint-Lambertus                                      | Rijdt alleen op werkdagen. Rijdt in de spits verder naar Doornik. |
| IC 20       | Intercity (NMBS)       | Gent-Sint-Pieters – Aalst – Brussel-Zuid – [ Hasselt – Tongeren ] / [ Dendermonde – Lokeren ]                         | Rijdt in het weekend Gent-Sint-Pieters - Lokeren. |
| IC 25       | Intercity (NMBS)       | Moeskroen – Doornik – Bergen – Charleroi-Centraal – Namen – Luik-Guillemins – Herstal – Liers                         | Rijdt in het weekend tussen Moeskroen en Liers. |
| IC 33       | Intercity (NMBS / CFL) | Liers – Luik-Guillemins – Gouvy – Luxemburg                                                                           | Rijdt in het weekend 1×/2u. tussen Liers - Luxemburg. |
| ICT 6800    | Toeristentrein (NMBS)  | Tongeren – Hasselt – Brussel-Zuid – Gent-Sint-Pieters – Brugge – Oostende                                             | Rijdt in juli en augustus. |
| ICT 6945    | Toeristentrein (NMBS)  | Liers – Luik-Guillemins – Rivage – Marloie                                                                            | Rijdt in juli en augustus. |
| L 5550      | L-trein (NMBS)         | Liers – Luik-Guillemins – Rivage – Marloie                                                                            | |
| P 7305/8305 | Piekuurtrein (NMBS)    | Tongeren – Hasselt – Brussel-Zuid                                                                                     | Rijdt alleen op werkdagen. |
| P 7450/8450 | Piekuurtrein (NMBS)    | Welkenraedt – Verviers-Centraal – Luik-Guillemins – Herstal                                                           | Rijdt alleen op werkdagen. |
| P 7480/8480 | Piekuurtrein (NMBS)    | [ Hoei – Namen ] / [ Herstal – Luik-Sint-Lambertus – Luik-Guillemins – [ Rivage – Gouvy ] / [ Statte ] ]              | Rijdt alleen op werkdagen. Een trein vanuit Herstal naar Gouvy. Twee treinen per richting tussen Hoei en Namen.                                                         |
| P 7670/8670 | Piekuurtrein (NMBS)    | [ Namen – Sart-Bernard ] / [ Rochefort-Jemelle – [ Libramont ] / [ Rivage – Luik-Guillemins – Luik-Sint-Lambertus ] ] | Rijdt alleen op werkdagen. |
| P 8225      | Piekuurtrein (NMBS)    | Tongeren – Hasselt – Leuven                                                                                           | In het weekend in december en mei. |
| S 41 RE 29  | S-trein Luik (NMBS)    | Luik-Sint-Lambertus – Luik-Guillemins – Angleur – Verviers-Centraal – Welkenraedt – Aachen Hbf                        | euregioAIXpress In België als S |
| S 42        | S-trein Luik (NMBS)    | Liers – Luik-Guillemins – Flémalle-Haute                                                                              | |
| 5300        | Sprinter (NS)          | Amersfoort Centraal – Nijkerk – Harderwijk                                                                            | Rijdt alleen tijdens de spits van maandag t/m donderdag. Rijdt alleen in de spits richting. Stopt niet in Amersfoort Schothorst, Amersfoort Vathorst, Putten en Ermelo. |

## Aansluitingen
In de volgende plaatsen is of was er een aansluiting op de volgende spoorlijnen:
Hasselt
Spoorlijn 21 tussen Landen en Hasselt
Spoorlijn 21A tussen Hasselt en Maaseik
Spoorlijn 35 tussen Leuven en Hasselt
Y Beverst
Spoorlijn 20 tussen Y Beverst en Maastricht
Y Rooierweg
Spoorlijn 21C tussen Genk-Goederen en Y Rooierweg
Tongeren
Spoorlijn 23 tussen Drieslinter en Tongeren
Spoorlijn 24 tussen Tongeren en Aachen West
Y Glaaien
Spoorlijn 24 tussen Tongeren en Aachen West
Liers
Spoorlijn 31 tussen Liers en Ans
Luik-Guillemins
Spoorlijn 36 tussen Brussel-Noord en Luik-Guillemins
Spoorlijn 37 tussen Luik-Guillemins en Hergenrath
Spoorlijn 37A tussen Luik-Guillemins en Angleur
Spoorlijn 125 tussen Luik-Guillemins en Namen

## Foto's

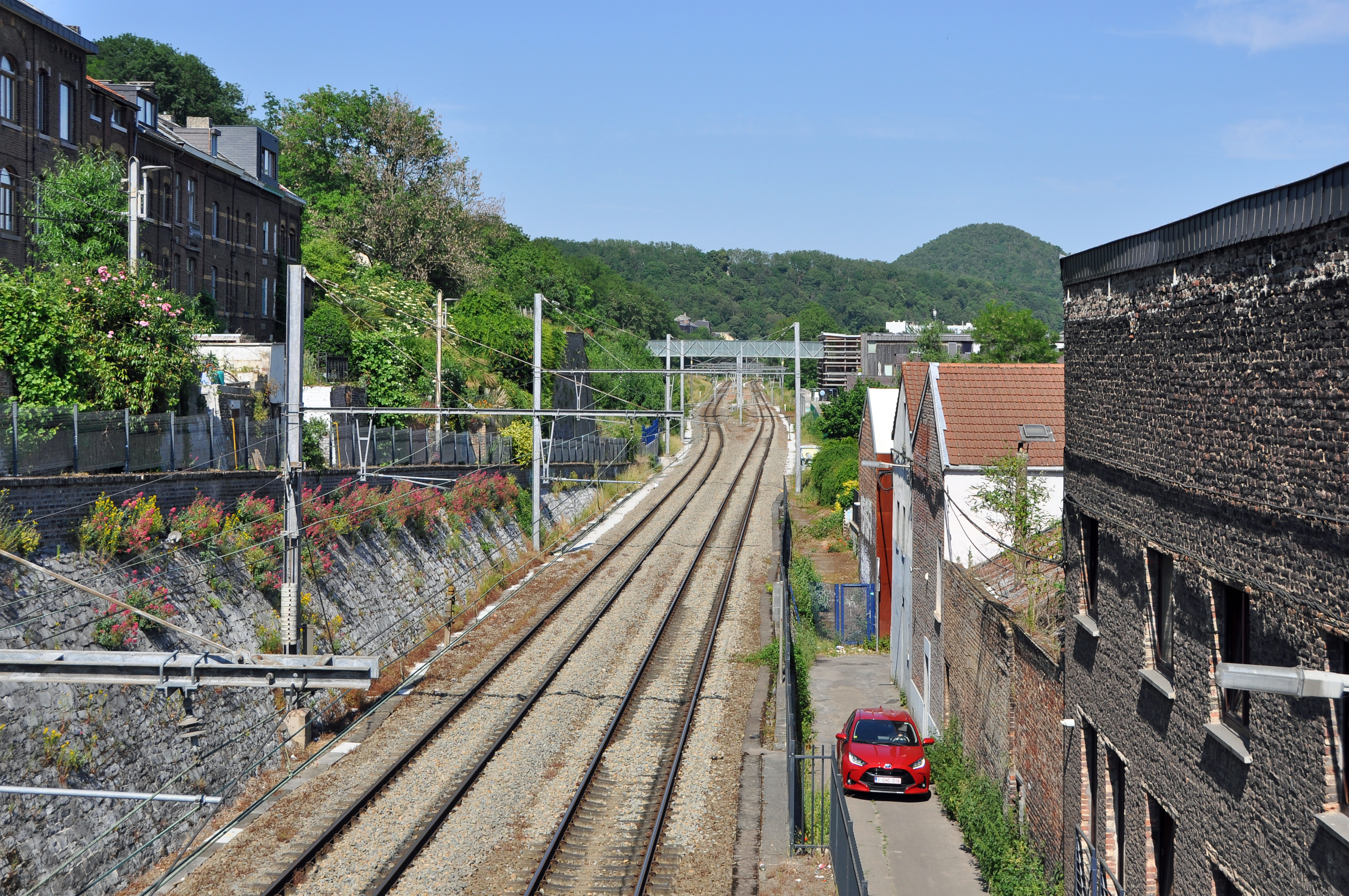
Spoorlijn 34 in Luik
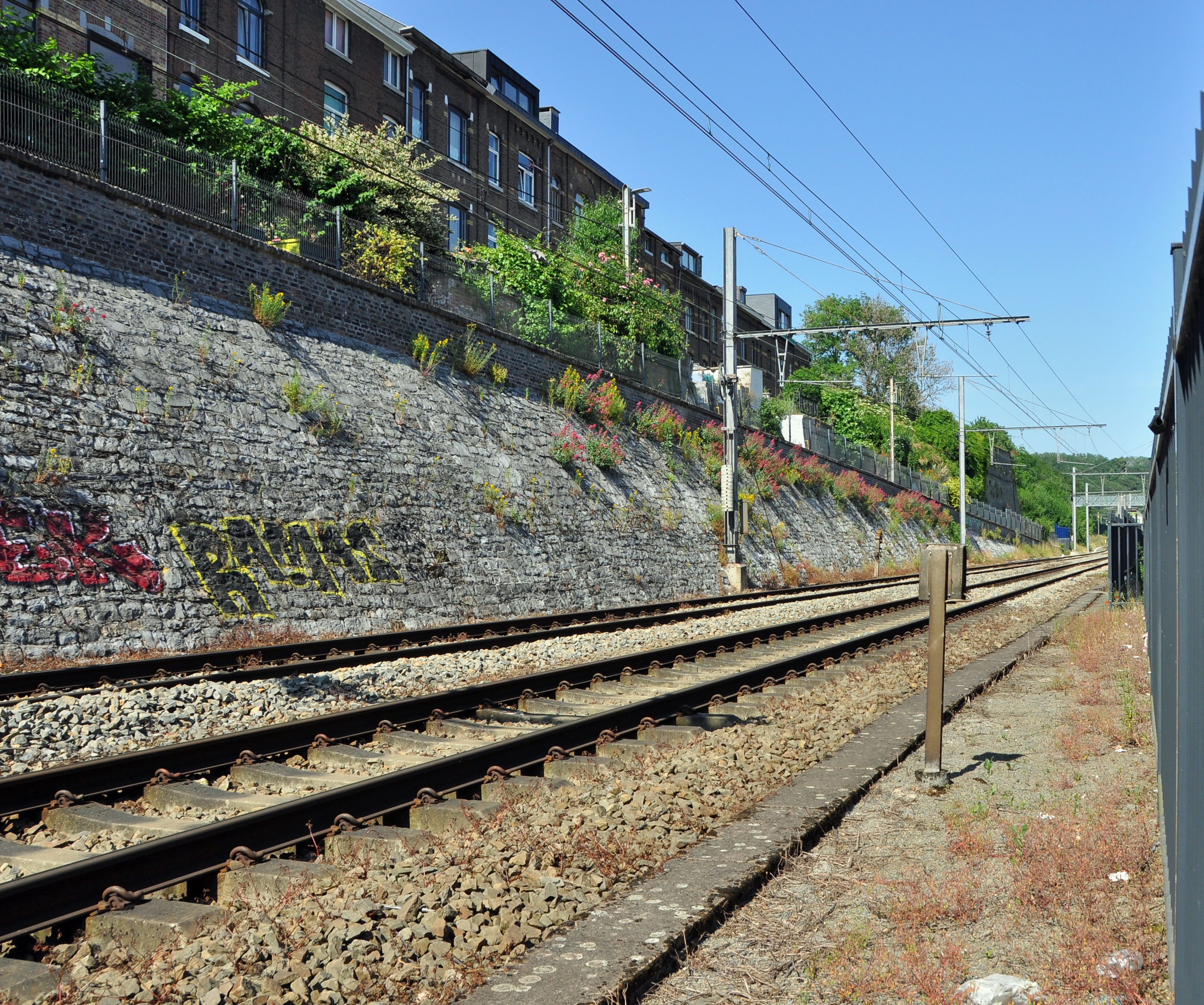
Spoorlijn 34 in Luik
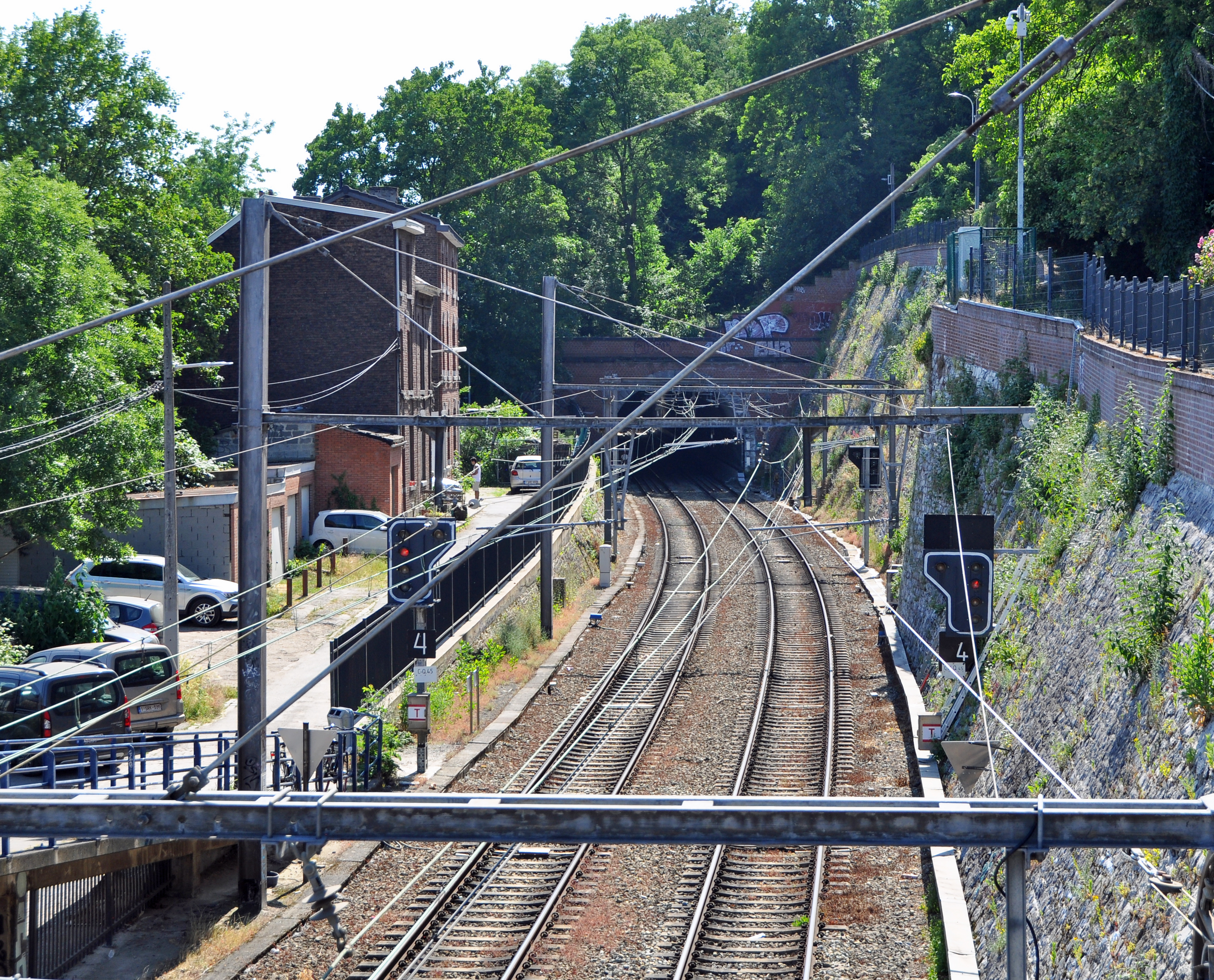
Spoorlijn 34 in Luik, met op de achtergrond de ingang van de Tunnel Sous Pierreuse